# Jan II. z Rožmberka

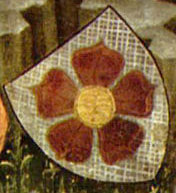
Rožmberský erb (výřez z obrazu Mistra vyšebrodského oltáře

Jan II. z Rožmberka zv. Pokojný (asi 1430 – 8. listopadu 1472 Ortenburg) byl český šlechtic z mocného rodu Rožmberků.

## Život
Narodil se jako nejmladší syn Oldřicha II. z Rožmberka a Kateřiny z Vartemberka.
Jan se ujal vlády nad rožmberskými statky po svém zemřelém bratrovi Jindřichovi v roce 1457, když byl jeho otec ještě na živu. Starý pán se v tu dobu již nezajímal o veřejný život. Jan se s otcem přesto neshodl na volbě českého krále a velmi ho ranil, když se přidal na stranu Jiřího z Poděbrad, hlavního věřitele svého otce.
Společně s bratrem Joštem byl zakládajícím členem Zelenohorské jednoty, ale již v roce 1466 přešel na stranu panovníka. Ve dnech 3. a 4. května 1467 se v blízkosti Soběslavi udála bitva mezi vojskem Jana z Rožmberku a vojskem Zdeňka ze Šternberka, resp. Jednoty zelenohorské, která skončila porážkou vojsk Jana z Rožmberku. Na bojišti údajně zůstalo 150 padlých a 100 mužů se octlo v zajetí. Dne 14. srpna 1467 byly vojsky Jednoty zelenohorské vypáleny tehdy rožmberské Nové Hrady. Po následném vyhlášení klatby na Janovu hlavu a panství, ke které se přidružily finanční potíže, přešel Jan znovu do tábora katolických pánů.

### Manželství a potomstvo
Roku 1454 se Jan oženil s Anna Hlohovská, dcerou hlohovského knížete Jindřicha IX. Z jejich manželství se narodilo deset dětí, z toho čtyři synové:
- Jindřich V.
- Vok II.
- Petr IV.
- Oldřich III.